# Hutnerbach
Der Hutnerbach ist ein Bach in der Gemeinde St. Jakob in Defereggen (Bezirk Lienz). Der Bach entspringt an der Westseite des Panargenkamms und mündet nördlich der Patscher Alm in die Schwarzach.

## Verlauf
Der Hutnerbach entspringt nördlich des Westgrats des Hutners bzw. westlich der Hutnerscharte, die sich am langen Verbindungsgrat zwischen dem Hutner im Süden und der Alplesspitze im Norden befindet. Das Quellgebiet des Hutnerbachs liegt in einem Kar, von wo aus der Hutnerbach nach Nordwesten fließt westlich. Nach rund 350 Metern vollzieht der Hutnerbach einen Schwenk nach Südwesten und durchfließt das Kranewittleger bevor es im Unterlauf schluchtartig den Oberhauser Zirbenwald durchquert. Am Talboden quert er die Straße die von Erlsbach ins hintere Schwarzachtal führt und mündet von links in die Schwarzach. DerHutnerbach liegt zwischen dem Einzugsgebiet des Kranewittlegergrabens im Norden und den Mühlfeldgräben im Süden. Der Hutnerbach weist auf seiner gesamten Länge einen geringen Verbauungsgrad und eine unbeeinflusste Hydrologie auf. Das Umland des Huternbachs hat eine geringe Nutzungsintensität, die Gewässerraumausprägung wird als natürlich eingeschätzt. Insgesamt weist der Hutnerbach auf seiner gesamten Strecke eine sehr hohe naturräumliche Bedeutung auf.